# ماریسا نادلر
ماریسا نادلر (انگلیسی: Marissa Nadler؛ زادهٔ ۱۹۸۱) آهنگساز، ترانه‌سرا، گیتاریست، خواننده و نقاش اهل ایالات متحده آمریکا است. شهرت او بیشتر به‌خاطر صدای متزو سوپرانوی مالیخولیایی و سحرانگیزش است که در همراهی با گیتارنوازی آکوستیک و گاه بی‌کوک او آثارش را وجهی اثیری بخشیده‌است.